# Seznam amatérských mistrů České republiky v latinskoamerických tancích
Tento seznam obsahuje amatérské mistry ČR. Profesionální mistry ČR najdete v článku Seznam profesionálních mistrů České republiky v latinskoamerických tancích.
Seznam je rozdělen podle kategorií a řazen podle roku.
- 2021: George Eduard Sutu a Tereza Kučerová
- 2020: George Eduard Sutu a Tereza Florová
- 2019: George Eduard Sutu a Tereza Florová
- 2018: Marek Bureš a Anastasiia Iermolenko Khadjeh-Nouri
- 2017: Marek Bureš a Anastasiia Iermolenko Khadjeh-Nouri
- 2016: Radek Mucha a Yana Grischenko
- 2015: Filip Karásek a Sabina Karásková
- 2014: Filip Karásek a Sabina Karásková
- 2013: Filip Karásek a Sabina Pišková
- 2012: Jakub Drmota a Tereza Florová
- 2011: Tomáš Marek a Martina Marková
- 2010: Marek Dědík a Orsolya Tóth
- 2009: Michal Kostovčík a Albina Zaytseva
- 2008: Michal Kostovčík a Albina Zaytseva
- 2007: Marek Swětík a Renata Dohnanská
- 2006: Michal Kostovčík a Kamila Dostálová
- 2005: Jakub Dávidek a Michaela Gatěková
- 2004: Michal Kostovčík a Kamila Dostálová
- 2003: Ján Kliment a Ewa Szabatin
- 2002: Ján Kliment a Petra Kostovčíková
- 2001: Jaroslav Kuneš a Jana Vondrušková
- 2000: Tomáš Hošek a Brigita Fürsterová
- 1999: Tomáš Hošek a Brigita Fürsterová
- 1998: Jaroslav Kuneš a Jana Vondrušková
- 1997: Jaroslav Kuneš a Jana Vondrušková
- 1996: René Ostárek a Bronislava Vrtalová
- 1995: Zdeněk Chlopčík a Brigita Fürsterová
- 1994: Roman Čížek a Alice Bartáková
- 1993: Zdeněk Chlopčík a Brigita Fürsterová
- 1992: Karel Bank a Leona Švardalová
- 1991: Radoslav Ostrůvka a Gabriela Kolářová
- 1990: Radoslav Ostrůvka a Gabriela Kolářová
- 1989: Karel Bank a Leona Švardalová
- 1988: Miroslav Kuchař a Iveta Florová
- 1987: Miroslav Kuchař a Iveta Odehnalová
- 1986: Miroslav Kuchař a Iveta Odehnalová
- 1985: Miroslav Kuchař a Iveta Odehnalová
- 1984: Tomáš Böhm a Jana Böhmová
- 1983: Tomáš Böhm a Jana Böhmová
- 1982: Tomáš Böhm a Jana Böhmová
- 1981: Tomáš Böhm a Jana Böhmová
- 1980: Tomáš Böhm a Jana Böhmová
- 1979: Řehoř Walach a Bronislava Walachová
- 1978: Dobromil Nováček a Eva Kotvová
- 1977: Dobromil Nováček a Eva Kotvová
- 1976: Dobromil Nováček a Eva Kotvová
- 1975: Dobromil Nováček a Eva Kotvová
- 1974: Dobromil Nováček a Eva Kotvová
- 1973: Dobromil Nováček a Eva Kotvová
- 1972: Pavel Dvořák a Jitka Tyrolová
- 1971: Dobromil Nováček a Eva Kotvová
- 1970: Dobromil Nováček a Eva Kotvová
- 1969: Igor Henzély a Jaroslava Henzélyová
- 1968: Milan Bouma a Jitka Boumová
- 1967: Milan Bouma a Jitka Boumová
- 1966: Milan Bouma a Jitka Boumová
- 1965: Milan Bouma a Jitka Boumová
- 1964: Milan Bouma a Jitka Boumová
- 1963: Milan Bouma a Jitka Boumová
- 1962: Zdeněk Gregor a Milada Heyduková (soutěž v 10 tancích)
- 1961: Milan Bouma a Libuše Randová (soutěž v 10 tancích)
- 1960: Eduard Císař a Stanislava Císařová a Zdeněk Kochta a Zdena Kochtová
- 1959: Eduard Císař a Stanislava Císařová a Zdeněk Kochta a Zdena Kochtová
- 1958: Karel Havlíček a Marcela Havlíčková

## Do 21 let
- 2018: Jakub Brück a Anna Riebauerová
- 2017: Vilém Šír a Anna Slouková
- 2016: Marián Michňa a Karolína Veselá
- 2015: Marián Michňa a Karolína Veselá
- 2014: Jakub Richtár a Klára Petrušková
- 2013: Michal Horníček a Yana Grishchenko

## Mládež
- 2018: Jakub Brück a Anna Riebauerová
- 2017: Matyáš Adamec a Natálie Otáhalová
- 2016: Matyáš Adamec a Natálie Otáhalová
- 2015: Nikolas Novák a Klára Adamová
- 2014: Jiří Vala a Aneta Krejčí
- 2013: Jiří Vala a Aneta Krejčí
- 2012: Martin Prágr a Denisa Galandžárová
- 2011: Michal Horníček a Yana Grishchenko
- 2010: Jan Skuhravý a Dominika Bergmannová
- 2009: Jakub Drmota a Lenka Návorková
- 2008: Jakub Drmota a Lenka Návorková
- 2007: Tomáš Marek a Martina Marková
- 2006: Tomáš Marek a Martina Marková
- 2005: Filip Swětík a Tereza Stařičná
- 2004: Filip Swětík a Tereza Stařičná
- 2003: Martin Dvořák a Zuzana Šilhánová
- 2002: Jakub Dávidek a Michaela Gatěková
- 2001: Michal Kostovčík a Eva Wanieková
- 2000: Michal Kostovčík a Eva Wanieková
- 1999: Michal Kostovčík a Eva Wanieková
- 1998: Lukáš Čep a Zuzana Šourková
- 1997: Zdeněk Rezler a Martina Kocichová

## Junioři II
- 2018: Jonáš Tománek a Lucie Růžičková
- 2017: Adam Chytil a Marie Glistová
- 2016: Jakub Brück a Kateřina Čerteková
- 2015: Matyáš Adamec a Natálie Otáhalová
- 2014: Matyáš Adamec a Natálie Otáhalová
- 2013: Nikolas Novák a Klára Adamová
- 2012: Šrámek Dan a Horáková Barbora
- 2011: Jiří Vala a Krejčí Aneta
- 2010: Jiří Gross a Tereza Šimáčková
- 2009: Šimek Michal a Zuzana Borská
- 2008: Jan Skuhravý a Dominika Bergmannová
- 2007: Marek Bureš a Kristýna Žižková
- 2006: Marek Kypús a Beková Kateřina
- 2005: Tomáš Marek a Martina Marková
- 2004: Szymon Božek a Michaela Riedlová
- 2003: Szymon Božek a Michaela Riedlová
- 2002: Filip Malý a Veronika Malá
- 2001: Tomáš Gaudník a Kateřina Tichá
- 2000: Martin Dvořák a Zuzana Šilhánová

## Junioři I
- 2018: Vojtěch Kovárník a Anna Jišková
- 2017: Matyáš Felcman a Klára Hejná
- 2016: Daniel Borůvka a Barbora Borůvková
- 2015: Jakub Zaorálek a Nikola Teplá
- 2014: Jakub Brück a Kateřina Čerteková
- 2013: Daniel Braš a Anna Slouková
- 2012: Daniel Braš a Frances Převorová
- 2011: Michal Bureš a Barbora Píchalová
- 2010: Matěj Mlynář a Dita Halířová
- 2009: Matěj Mlynář a Dita Halířová
- 2008: Jiří Kejzar a Barbora Košková
- 2007: Zdeněk Korbel a Nela Hegerová
- 2006: Jan Skuhravý a Dominika Bergmannová
- 2005: Marek Bureš a Kristýna Žižková
- 2004: Marek Bureš a Kristýna Žižková
- 2003: Tomáš Marek a Martina Marková
- 2002: Szymon Božek a Michaela Riedlová
- 2001: Miroslav Hýža a Denisa Walterová
- 2000: Filip Malý a Veronika Malá
- 1999: Ivo Havránek a Zuzana Prokopová

## Senioři I
- 2018: Luboš Nevrla a Petra Saksa-Pístecká
- 2017: Jiří Bělohlávek a Romana Motlová
- 2016: Zdeněk Rezler a Eva Krejčířová
- 2015: Milan Adamec a Hana Kopřivová
- 2014: Zdeněk Rezler a Eva Krejčířová
- 2013: Martin Macoun a Romana Motlová
- 2012: Martin Macoun a Romana Motlová (kategorie Senioři)
- 2011: Martin Macoun a Romana Motlová (kategorie Senioři)
- 2010: Martin Macoun a Romana Motlová (kategorie Senioři)
- 2009: Martin Nevelöš a Ivana Lutovská (kategorie Senioři)

## Senioři II
- 2018: Petr Florian a Michaela Florianová